# Никоновский сельский округ
Никоновский сельский округ — упразднённая административно-территориальная единица, существовавшая на территории Раменского района Московской области в 1994—2006 годах.
Никоновский сельсовет был образован в первые годы советской власти. По данным 1919 года он входил в состав Троице-Лобановской волости Бронницкого уезда Московской губернии.
В 1923 году к Никоновскому с/с были присоединены Орловский и Чекменевский с/с.
В 1926 году Никоновский с/с включал село Никоновское, деревни Орловка и Чекменево.
В 1929 году Никоновский с/с был отнесён к Бронницкому району Коломенского округа Московской области. При этом к нему был присоединён Агашкинский с/с.
17 июля 1939 года к Никоновскому с/с был присоединён Больше-Ивановский с/с (селения Большое Ивановское, Липкино и Пестовка).
12 апреля 1952 года из Никоновского с/с в Заворовский было передано селение Агашкино.
14 июня 1954 года Никоновский с/с был упразднён, а его территория включена в Заворовский с/с.
5 сентября 1961 года Никоновский с/с был восстановлен в Раменском районе путём объединения Натальинского с/с и селений Большое Ивановское, Липикно, Никоновское и Пестовка Заворовского с/с.
1 февраля 1963 года Раменский район был вновь упразднён и Никоновский с/с вошёл в Люберецкий сельский район. 11 января 1965 года Никоновский с/с был возвращён в восстановленный Раменский район.
3 февраля 1994 года Никоновский с/с был преобразован в Никоновский сельский округ.
27 декабря 2002 года к Никоновскому с/о был присоединён Заворовский сельский округ.
В ходе муниципальной реформы 2004—2005 годов Никоновский сельский округ прекратил своё существование как муниципальная единица. При этом все его населённые пункты были переданы в сельское поселение Никоновское.
29 ноября 2006 года Никоновский сельский округ исключён из учётных данных административно-территориальных и территориальных единиц Московской области.